# Аттіла

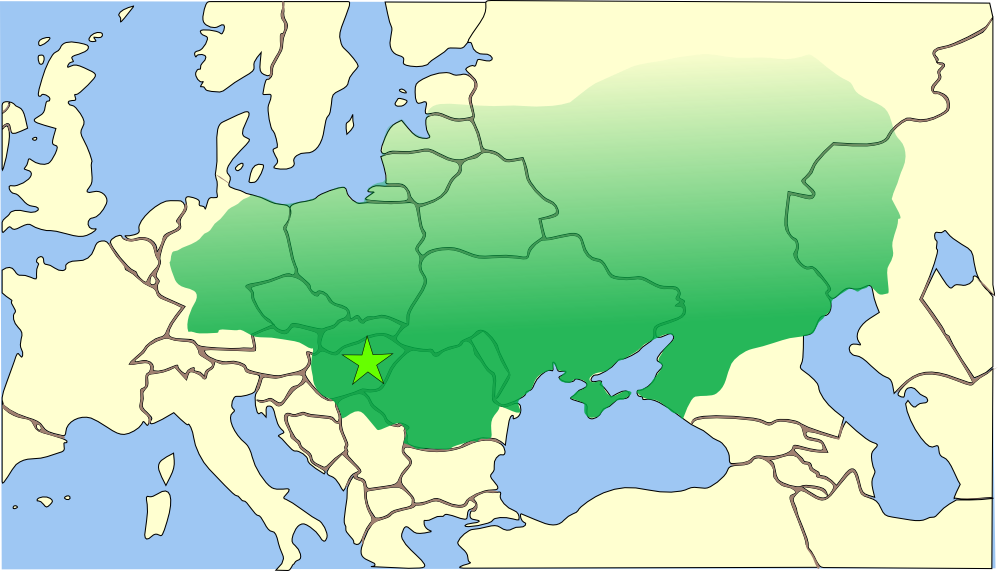
Імперія гунів

Атті́ла (Аттило, Етеле, Atli; 396 — 453 року, Паннонія) — каган гунів з 434 року, підніс Гунську імперію (місцезнаходження столиці невідоме) до вершини могутності — її сфера впливу простягалася від річки Урал та Кавказу до річки Рейн і від річки Дунай до Балтійського моря.
З 445 року — володар велетенської держави в Східній Європі, що, за приблизними описами стародавніх істориків, простягалася від Чорного моря до Рейну та від данських островів до правого берега Дунаю. Здійснив спустошливі походи в Іллірію (447), Галію (451) та Італію (452).

## Походження
Аттіла — син Мундзука (Мундіуха, Маджака), представника правлячого роду гунів, що, за легендарними переказами, походили від князя Балтазара. Після смерті свого дядька кагана Роаса (Ругили), та недовгого правління батька, 434 року, разом з своїм братом Бледою (Вледою) очолив гунів, що панували в степах на північ від Чорного моря і Дунаю. Від 444 року, вбивши Бледу, правив одноосібно.

## Походи

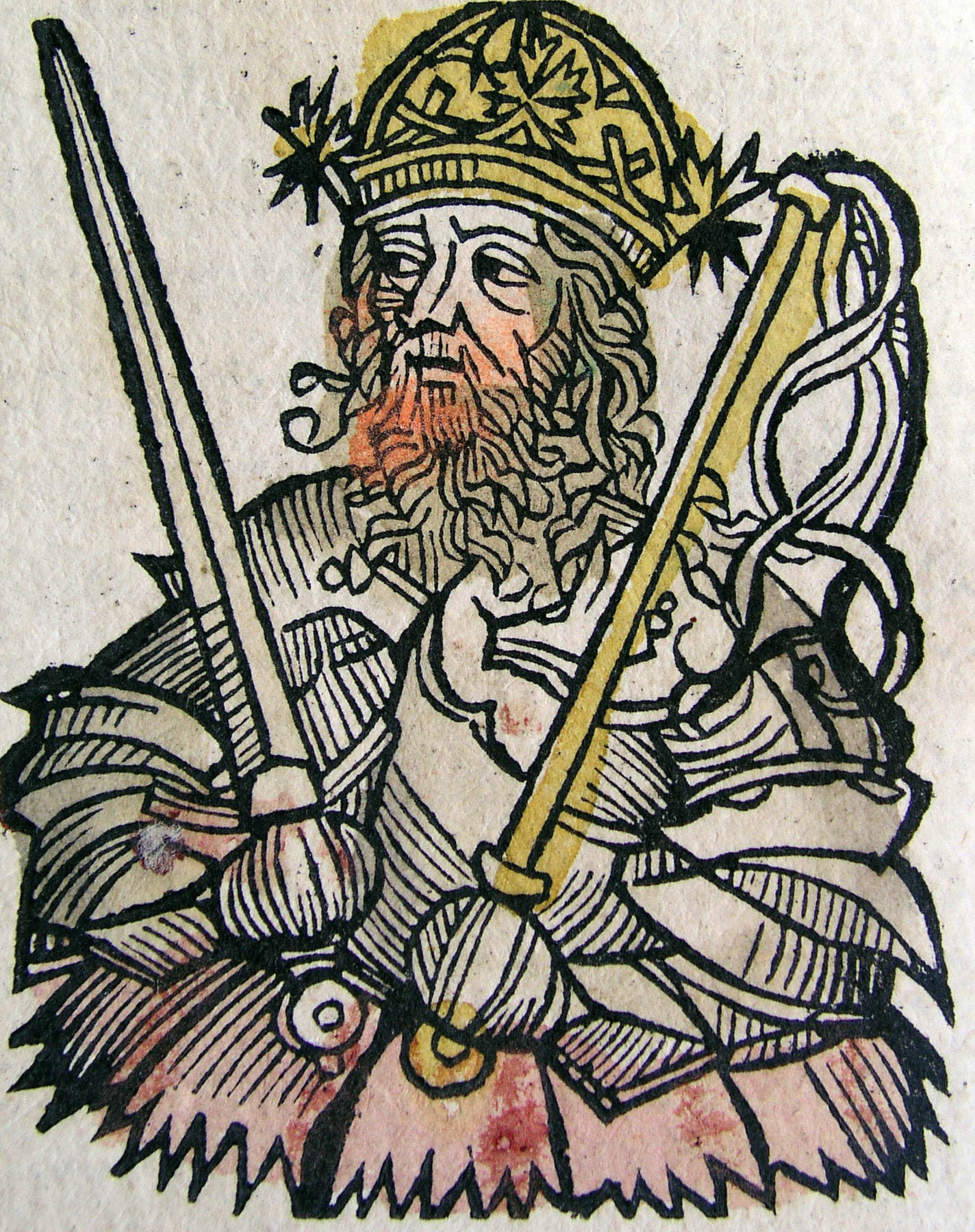
Ілюстрація Гартманна Шеделя до Нюрнберзької Хроніки, (1440—1514)

- У 434—441 роках, підпорядкувавши аланів, остготів, гепідів, герулів і багато інших племен, створив могутній племінний союз, що контролював величезну територію від Рейну до меж Китаю. Підкорив акацирів, плем'я, що мешкало на теренах сучасної України. Їхній каган Карадах був вимушений стати васалом короля гунів, проте шукав підтримки у Візантії, як потенційного союзника в боротьбі проти гунів, але безрезультатно.
- у 436 році розгромив перше Бургундське королівство.
- у 441 році почав систематичні набіги на придунайські провінції Східної Римської імперії (Паннонію, Дакію, Мезію); розорив Сердіку (сучасна Софія) і Сингидун (сучасний Белград)[1].
- у 447 році, після невдалого походу до Персії і Вірменії, зробив широкомасштабне вторгнення на Балкани: одна частина гунів обрушилася на Фессалію і дійшла до Фермопіл, інша рушила на Константинополь. Страшному спустошенню піддалися Фракія, Македонія і Греція; було розгромлено сімдесят міст; уціліли тільки Адріанополь і Гераклея Понтійська[2]. У битві на Херсонесі Фракійському (сучасний Галліполі) каган завдав поразки армії Східної Римської імперії, але не зробив спроби узяти сильно укріплений Константинополь (гуни не володіли мистецтвом облоги фортець) і уклав з імператором Феодосієм II мир, за яким імперія поступилася йому частиною території на південь від Дунаю і зобов'язалася виплачувати щорічну данину розміром у дві тисячі золотих монет. Вимоги Аттіли, що постійно росли, спонукали Східний Римський двір організувати проти нього змову, яка, проте, була розкрита.
- У 450 році принцеса Гонорія, сестра імператора Західної Римської імперії Валентиніана III, що знаходилася в ув'язненні в Константинополі, звернулася до Аттіли з проханням про допомогу і запропонувала йому одружитися з нею. Аттіла зажадав від нового імператора Східної Римської імперії Маркіана видачі Гонорії, а коли її відіслали в Равенну, пред'явив ту ж вимогу Валентиніану III. Отримавши відмову, під цим приводом здійснив в 451 році похід на захід. Зібравши величезне військо із залежних племен, перейшов Рейн, вторгся в Галію, розорив Діводур (сучасний Мец) і обложив Генаб (сучасний Орлеан). Проте полководець Західної Римської імперії Флавій Аецій за підтримкою вестготів примусив його зняти облогу і відступити в Шампань. На Каталаунських полях (долина Марни) на захід від Августобони (сучасне Труа) 23 червня 451 відбулася «битва народів», в якій об'єднані сили римлян, вестготів, бургундів і франків майже завдали поразки Аттілі, але через темряву битва припинилася. За свідченням історика Йордана, тут лягло з обох сторін близько 180 тис. воїнів. Але Аецій Флавій не розгромив гунів до кінця і дозволив їм відійти за Рейн.

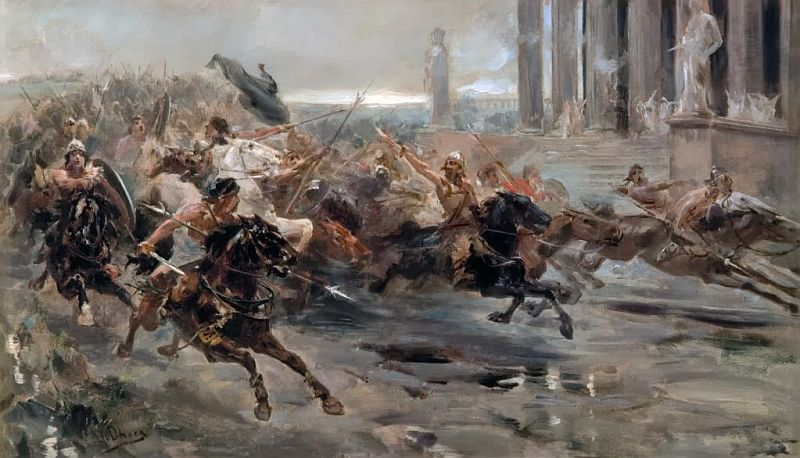
Гуни йдуть на Рим. Ілюстрація худ. Ульпіано Кекі, 1887

- Навесні 452 року, зібравши нове військо, Аттіла вторгся до Італії; він захопив Аквілею, Конкордію, Альтінум, Патавіум (сучасна Падуя), розграбував Медіолан (сучасний Мілан) і Тіцинум (сучасна Павія); перед ним відкрили ворота Віцетія (сучасна Віченца), Верона, Бріксия (сучасна Брешія) і Бергамум (сучасний Бергамо). Проте після зустрічі з римським Папою Левом I на березі р. Мінций (сучасна Мінчо) Аттіла відмовився від планів походу на Рим, задовольнившись обіцянкою щорічної данини. Середньовічна християнська традиція приписує «порятунок Риму» втручанню апостолів Петра і Павла; науковці ж пов'язують його із страхом кагана перед епідемією невідомої хвороби, що лютувала тоді в Італії.

### Сподвижники Аттіли
- Петроній Геліопум Савиліян — римський полководець, перейшов на сторону Аттіли, пом. 448 р. н. е.
- Віктор Флавій Юст — римський полководець, консул, вбитий у Римі 449 р. н. е.
- Октар
- Регула
- Альмаріон — військовий радник (Varior et Postate) в 446—453 рр. н. е.
- Неомах Теократ (389—467) — грецький стратег Афін 440—442.444-450 рр. н.е
- Обадир (OUBAUDRUS) — Саврський найманець на службі Аттіли.
- Салгур (Saulugur) — стратег Феодосії.
- Саттак (SOLTACUS) — венед або скіф, за Атіли, захопив всю Меотську долину(438?)…
- Енадезиріг — готський найманець

## Смерть

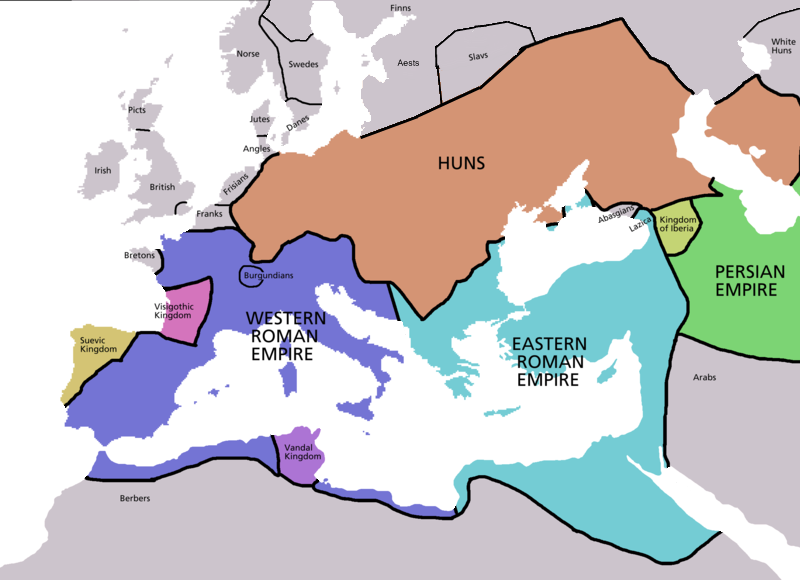
Європа в 450 році, за 3 роки до смерті Аттили

У 453 році в розпал підготовки до вторгнення у Східну Римську імперію, Аттіла вирішив зміцнити власні сили, заручившись підтримкою готів. Для цього він влаштував власне весілля з готською принцесою Ільдеко. Помер від внутрішнього крововиливу у весільну ніч у своїй ставці (ймовірно на р. Тиса в Паннонії). Існують також інші різноманітні версії смерті: одна з них — вбивство власним зброєносцем при пособництві Ільдеко за намовою Аеція.
За переказами та легендами, Аттіла похований у трьох трунах — золотій, срібній і залізній. Слуги та свідки поховання були вбиті. Тому місце розташування могили Аттіли невідоме.
Після смерті Аттіли державу номінально очолив його старший син Елак. Але між синами швидко розпочалась боротьба за владу, яка переросла в громадянську війну серед гунів. Від цього союз гунів розпався. Нащадками Аттіли були представники імператорських і королівських дворів всієї Європи. Сини та васали Аттіли розділили його імперію на каганати, королівства та князівства. Найбільшими і найвпливовішими у Центральній Європі були: Аварський каганат та Велика Болгарія. Прямі нащадки династії Аттіли (рід Дуло) довгий час очолювали державні утворення у Північному Причорномор'ї та Подунав'ї.

## Аттіла князь Київської Русі
1858 року російський історик О. Вельтман, швед за походженням, видав книгу «Аттила и Русь IV и V века. Свод исторических и народных преданий», де ретельно проаналізував подорож візантійського посольства імператора Феодосія в 447 році, від переправи на Дунаї до столиці Аттіли, детально описану її учасником Пріском. Знаючи з пізніших історичних джерел, що швидкість руху посольства була 40—50 верст за добу, порахувавши всі переїзди, зупинки, переправи через ріки Серет, Прут і Дністер, автор виявив, що столицею Аттіли був Київ, а не поселення в Угорщині. Тим більше, що за описом Пріска, царський двір, який він описав як «дубова розкіш варварів», дуже нагадував дерев'яне зодчество Київської Русі.
Ще раніше, подібність звичаїв гунів та русів відмітив історик українського походження Г. Венелін. В наш час, продовжив дослідження О. Вельтмана, український краєзнавець Сергій Піддубний, працею «Аттила. Новітнє дослідження».

## Аттіла в культурі

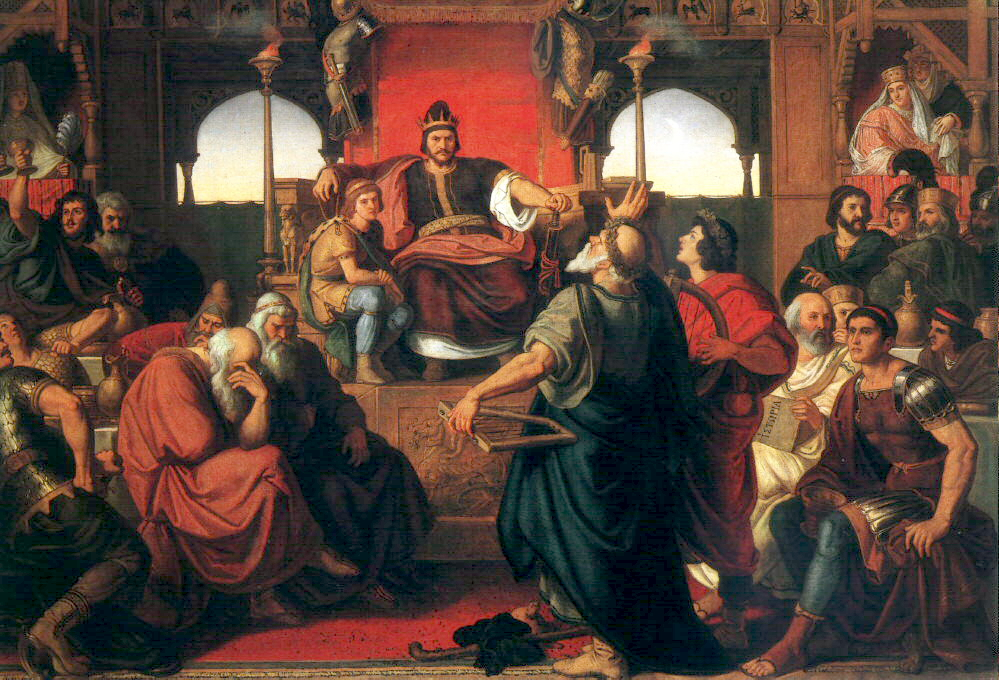
Бенкет Аттіли. Праворуч зображений візантійський дипломат і історик Пріск. Худ. Мор Тан (1870 р.) за мемуарами Пріска.

Гуни вважали Аттілу надприродною особою, володарем меча бога війни, що дарує непереможність[джерело?]. Він став персонажем німецького і скандинавського героїчного епосу: у Пісні про Нібелунгів він фігурує під ім'ям Етцеля, в Старшій Едді — Атлі. Для християн 5 ст. Аттіла був «бичем Божим», покаранням за гріхи язичників-римлян, і в західній традиції затвердилося уявлення про нього як про найстрашнішого ворога європейської цивілізації. Його образ привертав увагу багатьох письменників, композиторів і художників — Рафаеля (ватиканська фреска «Зустріч Лева I з Аттілою»), П. Корнеля (трагедія «Аттіла»), Дж. Верді (опера «Аттіла»), А. Борньє (драма «Весілля Аттіли»), З. Вернера (романтична трагедія «Аттіла») та ін. Аттіла, під іменем Богдан Гатило виступає головним героєм культового роману Івана Білика «Меч Арея». Роман мав такий великий культурний резонанс, що витримав 15 перевидань та був у списку заборонених у радянські часи.
На честь Аттіли названо астероїд 1489 Аттіла.
У відеогрі Zombie Army Trilogy, в замку Адольфа Гітлера Фольтершлосс висять портрети історичних постатей, які прославились своєю жорстокістю. Серед них є і портрет Аттіли.[джерело?]

## Ім'я
У сучасній Угорщині Аттіла є одним з найпопулярніших чоловічих імен, причому використовується кілька варіантів його написання.

## Галерея

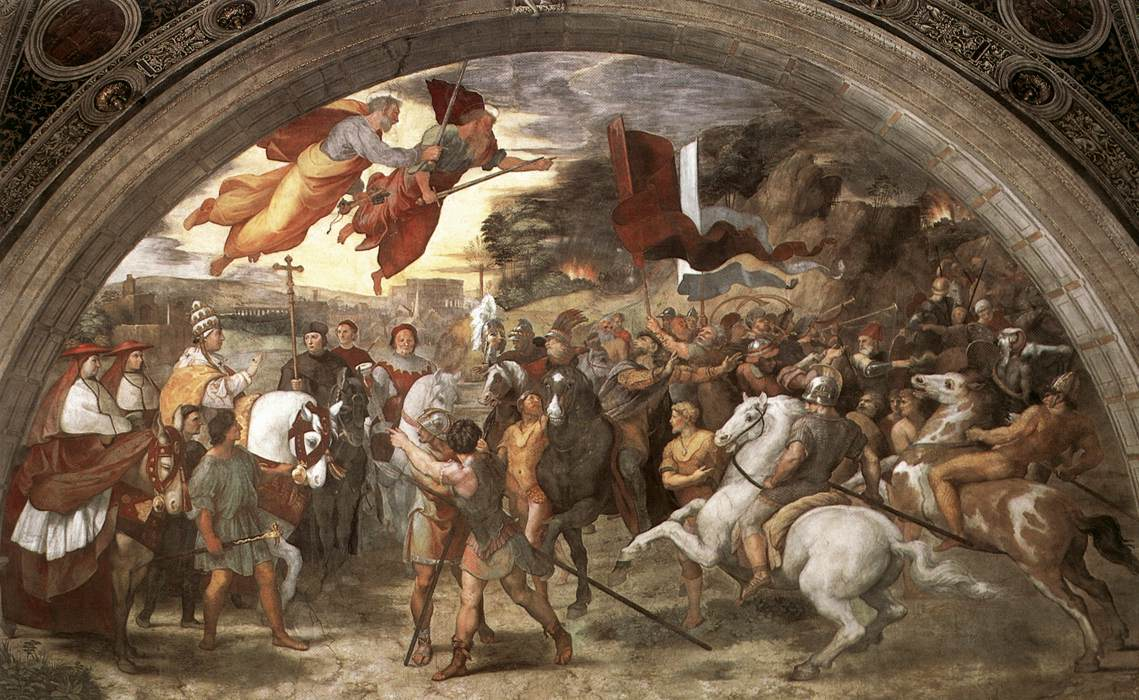
Фреска «Зустріч Лева I з Аттілою». Автор: Рафаель
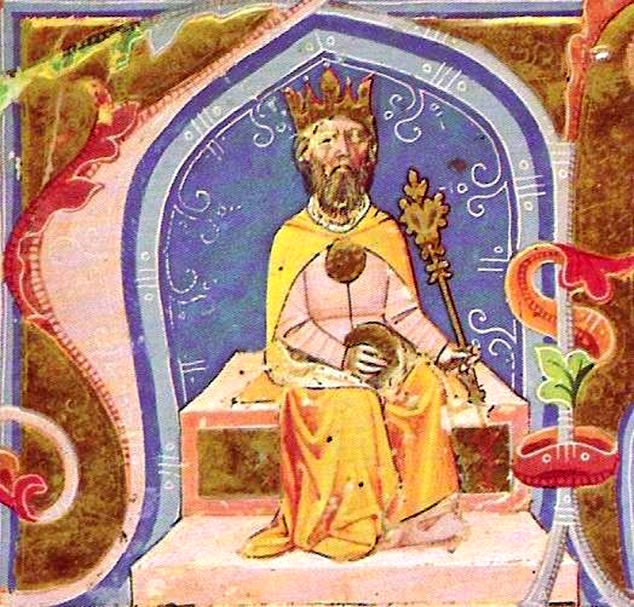
Аттіла. Зображення бл. 1360 року
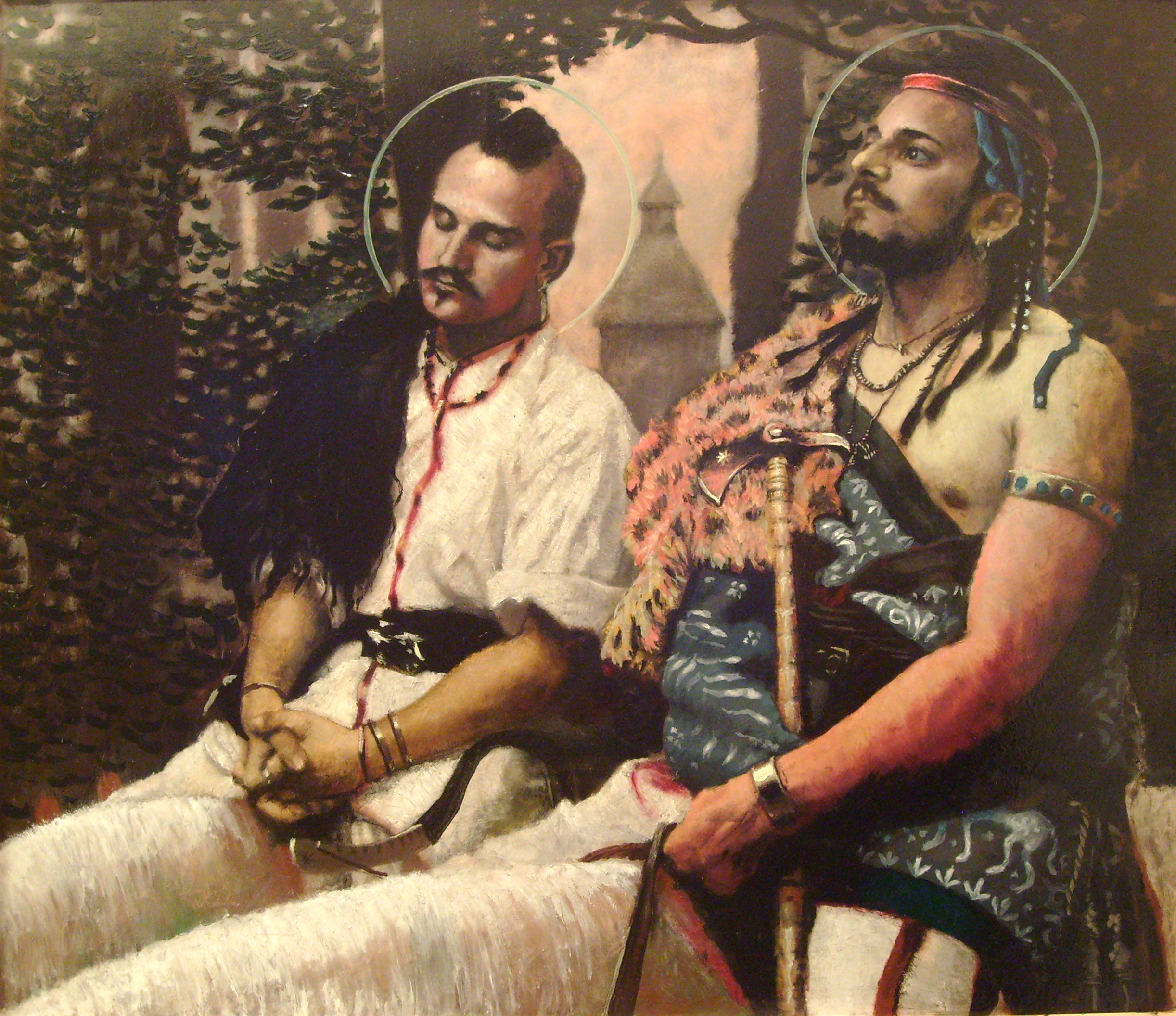
«Бледа й Аттіла»

## Виноски
1. ↑  В 1474 році посол Венеції Амб. Кантаріні долаючи шлях Ленчиця — Люблін — Луцьк — Київ, їхав зі швидкістю 40—50 верст за добу.